# تکونکینکریت
تکونکینکریت (ژاپنی: 鉄コン筋クリート هپبورن: Tekkonkinkurīto) یک مجموعه مانگا ژاپنی ۳ جلدی که توسط تایو ماتسوموتو نوشته و طراحی شده است، و برای اولین بار توسط انتشارات شوگاکوکان از سال ۱۹۹۳ تا ۱۹۹۴ در مجلهٔ بیگ کامیک اسپیریت به چاپ می‌رسید. بر اساس نسخه مانگا یک فیلم انیمه‌ای ژاپنی نیز به همین نام توسط استودیو ۴ سی و به کارگردانی مایکل آریاس تهیه شده است که در تاریخ ۲۳ دسامبر ۲۰۰۶ در کشور ژاپن به نمایش درآمد.
داستان در دنیای آینده و شهر خیالی تاکاراماچی (شهر گنج) می‌گذرد و درباره زندگی دو پسر کوچک خیابانی و یتیم به نام‌های کورو و شیرو (سیاه و سفید) است. آن‌ها از طریق خشونت و وحشت بر خیابان‌ها حکومت می‌کردند و روزها برای زنده ماندن در خیابان‌ها تلاش می‌کنند و زندگی برایشان سخت می‌شود. در ادامه داستان این دو پسر باید با کمک یکدیگر شهر گنج را از دست یاکوزاها نجات بدهند.